# Arnbruck

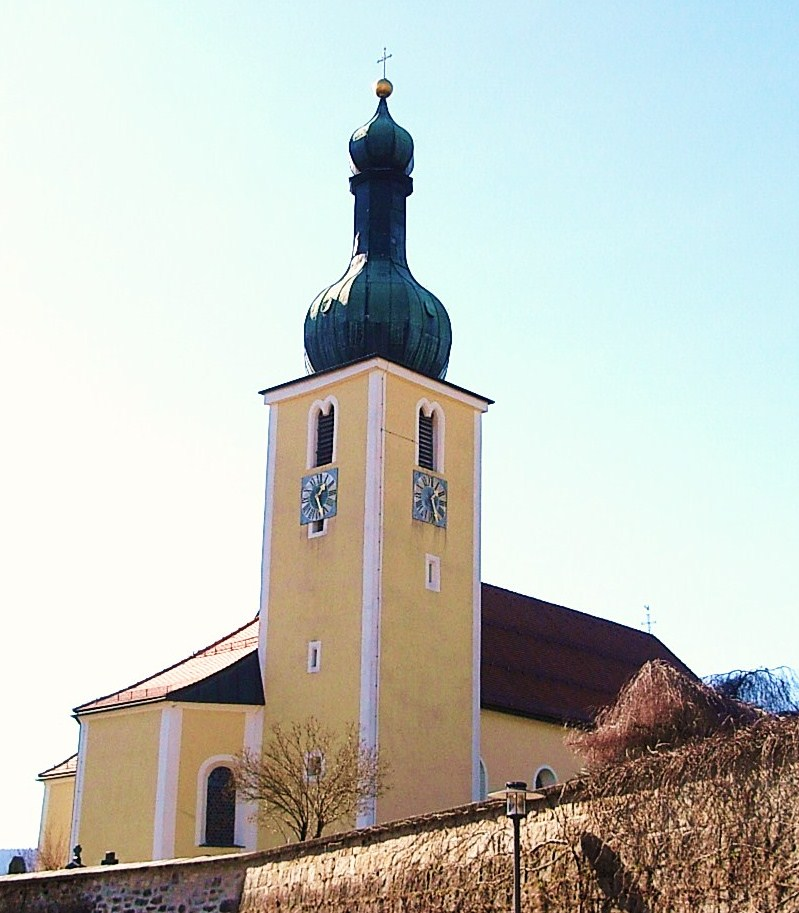
Die Pfarrkirche St. Bartholomäus

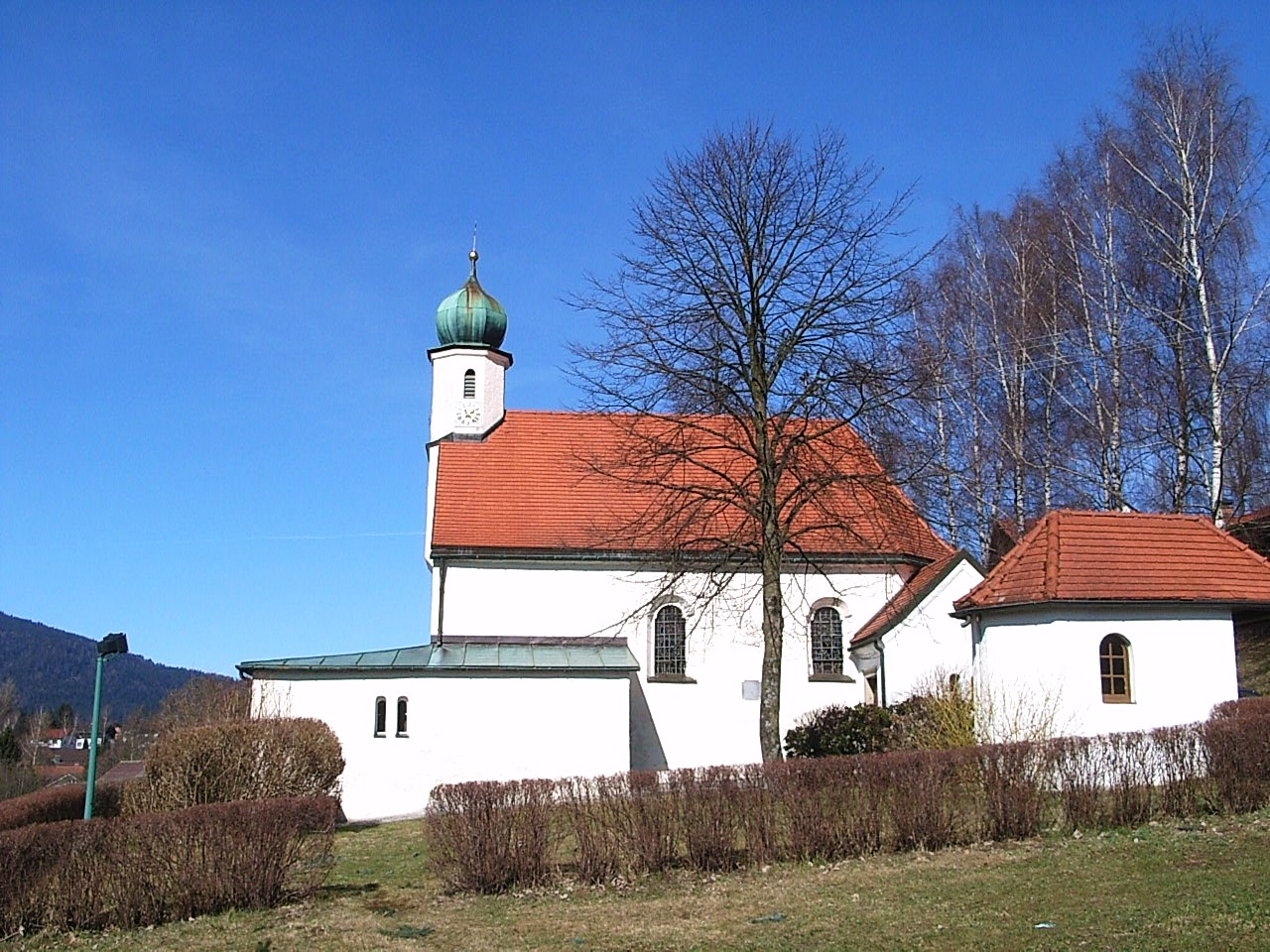
Die Liebfrauenkapelle Arnbruck

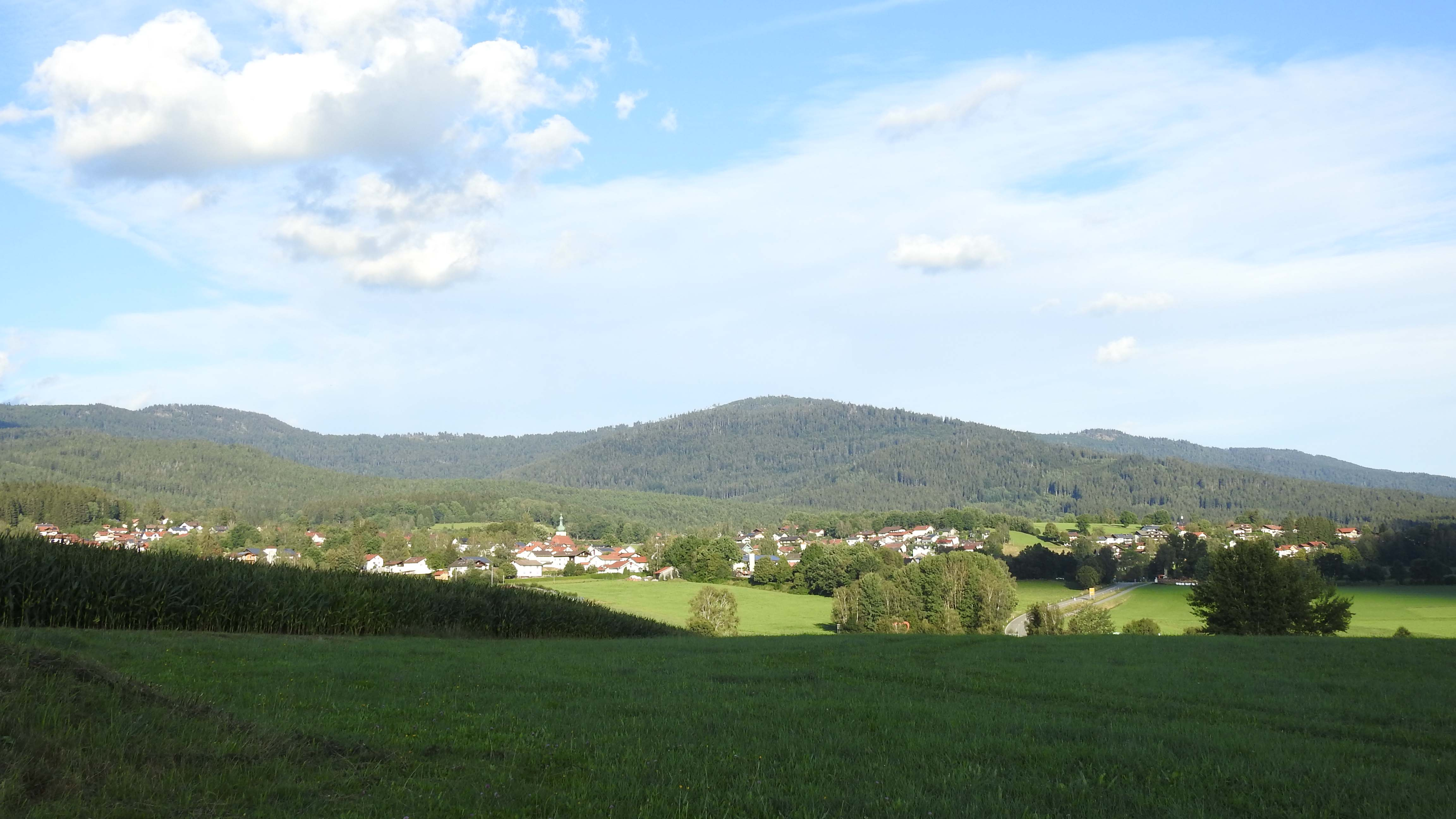
Arnbruck von Westen

Arnbruck ist eine Gemeinde im niederbayerischen Landkreis Regen. Die gleichnamige Ortschaft ist ein staatlich anerkannter Erholungsort.

## Geographie

### Geographische Lage
Die Gemeinde liegt in der Region Donau-Wald im Zellertal am Fuß des Riedelsteins inmitten des Bayerischen Waldes etwa 13 Kilometer nordöstlich von Viechtach, 15 Kilometer südwestlich von Lam, zwölf Kilometer nordwestlich von Bodenmais sowie jeweils 24 Kilometer von Regen (Stadt) und Zwiesel entfernt.

### Gemeindegliederung
Es gibt 22 Gemeindeteile (in Klammern ist der Siedlungstyp angegeben):
- Arnbruck (Pfarrdorf)
- Asperhöhe (Einöde)
- Auhof (Weiler)
- Bach (Weiler)
- Baumgarten (Weiler)
- Exenbach (Dorf)
- Gutendorf (Dorf)
- Höbing (Dorf)
- Hötzelsried (Dorf)
- Lerchenholz (Weiler)
- Niederndorf (Dorf)
- Poschingerhütte (Einöde)
- Rappendorf (Dorf)
- Riedl (Weiler)
- Röhrlhof (Weiler)
- Schedlhof (Weiler)
- Sindorf (Dorf)
- Streit (Einöde)
- Thalersdorf (Dorf)
- Trautmannsried (Dorf)
- Weidenhof (Weiler)
- Wurz (Weiler)

Es gibt die Gemarkungen Arnbruck und Niederndorf.

## Geschichte

### Bis zur Gemeindegründung
Der Ort war schon früh von Baiern besiedelt. Um das Jahr 950 kam Graf Arno, aus dem Geschlecht der Grafen von Bogen, beim Durchreiten eines Wildbaches in Lebensgefahr. Mit Hilfe eines Siedlers konnte er sich retten. Zum Dank ließ Graf Arno an dieser Stelle eine Brücke bauen: die Arnobrücke.
Die offene Hofmark Arnbruck war zunächst im Besitz der Grafen von Bogen. Am 9. Juli 1209 übergab Graf Bertold III. das Dorf Arnbruck dem Kloster Niederaltaich. In der Schenkungsurkunde werden auch die Pfarrei und die Pfarrkirche St. Bartholomäus erwähnt. 1254 zählte Arnbruck 22 Güter. Bis Anfang des 19. Jahrhunderts kamen nur acht Anwesen hinzu. Bereits 1656 ist mit Johann Jennerwein der erste Lehrer in Arnbruck nachweisbar, mindestens seit 1685 gab es ein Schulhaus.
Im Rahmen der Säkularisation durch den Reichsdeputationshauptschluss wurde 1803 das Kloster Niederaltaich aufgehoben und die klösterliche Hofmark Arnbruck aufgelöst. Im Zuge der Verwaltungsreformen im Königreich Bayern entstand mit dem Gemeindeedikt von 1818 die heutige Gemeinde Arnbruck.

### 19. und 20. Jahrhundert
Im Jahr 1848 wurde die Grundherrschaft aufgehoben. Wegen der wachsenden Schülerzahl wurde 1832 ein neues Schulhaus und 1889 ein zusätzliches Schulgebäude, das erste ganz aus Stein, erbaut. Das alte Schulhaus musste 1934 wegen Einsturzgefahr geschlossen werden. Im September 1937 eröffnete am westlichen Ortsrand ein neues Schulhaus. Es enthält ein Fresko des Münchner Künstlers Alfons Epple, das die Sage von der Errettung des Ortsgründers Arno von Bogen darstellt. Das zweite Schulgebäude verkaufte man 1938 an die Raiffeisen-Darlehenskasse, die das Gebäude zu ihrem Bankgebäude ausbaute.
Arnbruck wurde am 30. April 1945 von amerikanischen Truppen ohne jeden Widerstand eingenommen. Umliegende Gemeinden wurde bereits bis zu 6 Tage eher eingenommen. Grund hierfür war eine fehlerhafte Karte des XII. US-Korps, auf welcher die Gemeinde nicht eingezeichnet war. Die 90. Infanterie-Division marschierte ebenfalls nach Süden weiter, ohne zuvor halt in Arnbruck zu machen.
Arnbruck war lange Zeit ganz von der Landwirtschaft geprägt. Der Bach zeichnete sich bis zur Mitte des 20. Jahrhunderts durch eine besondere Wasserreinheit aus, so dass dort viele Flussperlmuscheln mit Perlen gefunden wurden. Zeitzeugen berichten, dass sich Jugendliche in den wirtschaftlich mageren Jahren vor Beginn des Zweiten Weltkrieges ein Taschengeld mit dem Sammeln von Perlen verdienten, die bis nach Prag, Wien und Berlin verkauft werden konnten. Der Großteil der gefundenen Perlen (in guten Jahren bis zu 100 Kilogramm) war für die Schmuckherstellung zu klein und wurde zu Perlmehl vermahlen, welches in den umliegenden Glasmanufakturen zum Irisieren hochwertiger Schmuckgläser verwendet wurde. Berühmt war auch der Fischreichtum. Neben der Fischerei und dem Perlensammeln lebte der Ort vorwiegend von der Forstwirtschaft und der Konservierung von Pilzen und Beeren der waldreichen Umgebung. Eine Besonderheit waren seit Alters her die Arnbrucker Mischpilze.

### Eingemeindungen
Im Zuge der Gebietsreform in Bayern wurden am 1. Mai 1978 Teile der Gemeinde Niederndorf (Landkreis Cham) eingegliedert.

### Einwohnerentwicklung
Zwischen 1988 und 2018 wuchs die Gemeinde von 1847 auf 1940 um 93 Einwohner bzw. um 5 %.
- 1961: 1771 Einwohner
- 1970: 1788 Einwohner
- 1987: 1860 Einwohner
- 1991: 1944 Einwohner
- 1995: 1998 Einwohner
- 2000: 2048 Einwohner
- 2005: 2051 Einwohner
- 2010: 2022 Einwohner
- 2015: 1939 Einwohner
- 2022: 1983 Einwohner

## Politik

### Bürgermeister
Seit Mai 2020 ist Angelika Leitermann (CSU) Erste Bürgermeisterin der Gemeinde Arnbruck.

### Gemeinderat
Der Rat der Gemeinde Arnbruck setzt sich aus 13 Mitgliedern zusammen, die alle fünf Jahre bei einer Kommunalwahl neu gewählt werden.
Das Ergebnis der Gemeinderatswahl 2020 ergab folgende Sitzverteilung:
| Partei/Liste           | 2020 |
| ---------------------- | ---- |
| CSU                    | 5    |
| SPD/Parteifreie Bürger | 4    |
| Freie Wähler Arnbruck  | 2    |
| Junge Union            | 2    |
| Gesamt                 | 13   |

### Wappen
|                                    | Blasonierung: „In Silber eine durchgehende gemauerte rote Brücke mit drei Bögen; darüber schwebend ein goldenes Schildchen, darin ein grüner Dreiberg.“ |
| Das Wappen wird seit 1926 geführt. | |

## Kultur und Sehenswürdigkeiten
Die schon vorhandene Pfarrkirche St. Bartholomäus wurde 1676 neugestaltet und im Oktober eingeweiht. 1760 erfolgte eine Erweiterung und etwa gleichzeitig die Ausgestaltung des Kircheninneren mit Hauptaltar, Seitenaltären und Kanzel durch den Bildhauer Johann Paul Hager aus Kötzting.

## Wirtschaft und Infrastruktur

### Wirtschaft einschließlich Land- und Forstwirtschaft
Arnbruck ist ein anerkannter Erholungsort. Es gab im Jahr 2020 nach der amtlichen Statistik im produzierenden Gewerbe 280 und im Bereich Handel und Verkehr 86 sozialversicherungspflichtig Beschäftigte am Arbeitsort. In sonstigen Wirtschaftsbereichen waren am Arbeitsort 14 Personen sozialversicherungspflichtig beschäftigt. Sozialversicherungspflichtig Beschäftigte am Wohnort gab es insgesamt 813. Im verarbeitenden Gewerbe gab es zwei Betriebe, im Bauhauptgewerbe vier Betriebe. Zudem bestanden im Jahr 2016 32 landwirtschaftliche Betriebe mit einer landwirtschaftlich genutzten Fläche von 825 ha, davon waren 672 ha Dauergrünfläche.

### DAS GLASDORF – Weinfurtner
In Arnbruck, im Zellertal gelegen, befindet sich DAS GLASDORF der Familie Weinfurtner, in dem etwa 200 Glasbläser, Kunsthandwerker, Ingenieure und Floristen tätig sind. Das Glasdorf zählt zu den größten Manufakturhäusern im Bayerischen Wald.

### Verkehr
Bei Arnbruck liegt der kleine Flugplatz Arnbruck.

### Bildung
Es gibt folgende Einrichtungen (Stand: 2021):
- einen Kindergarten mit 76 Kindergartenplätzen und 63 Kindern
- eine Grundschule mit drei Lehrern und 57 Schülern

### Skigebiet
In der Umgebung befinden sich Skigebiete für Alpinski und auch für Langlauf, z. B. Ski Eck-Riedelstein oder Auerhahnloipe von Eck bis Bretterschachten (30 km).

## Persönlichkeiten
- Joe Kaeser (* 1957 in Arnbruck), Manager, bis 2021 Vorstandsvorsitzender von Siemens
- Franz Xaver Fischl (1891–1962), Maler